# 神册
神册（916年二月—922年二月）是辽太祖耶律阿保机的年号。这是辽朝的第一个年号，共使用共7年。

## 改元
- 天祐十三年——二月十一日，耶律阿保機建立大契丹國，建元神冊。[2][3][4]
- 神冊七年——二月二十二日，改元天贊。[5]

## 紀年對照表
| 神册 | 元年  | 二年  | 三年  | 四年  | 五年  | 六年  | 七年  |
| ---- | ----- | ----- | ----- | ----- | ----- | ----- | ----- |
| 公元 | 916年 | 917年 | 918年 | 919年 | 920年 | 921年 | 922年 |
| 干支 | 丙子  | 丁丑  | 戊寅  | 己卯  | 庚辰  | 辛巳  | 壬午  |

## 同期存在的其他政权年号
- 中國
  - 貞明（915年－921年）：後梁—朱友貞之年號
  - 龙德（921年－923年）：後梁—朱友貞之年號
  - 天祐（909年－923年）：晉—唐庄宗李存勗之年號
  - 天祐（907年－924年）：岐—李茂貞之年號
  - 天祐（904年－919年）：吳—楊行密、楊渥之年號
  - 武義（919年－921年）：吳—楊隆演之年號
  - 順義（921年－927年）：吳—楊溥之年號
  - 乾亨（917年－925年）：南漢—劉龑之年號
  - 通正（916年）：前蜀—王建之年號
  - 天漢（917年）：前蜀—王建之年號
  - 光天（918年）：前蜀—王建之年號
  - 乾德（919年－924年）：前蜀—王衍之年號
  - 天瑞景星（915年－916年）：大長和—鄭仁旻之年號
  - 安和（917年－920年）：大長和—鄭仁旻之年號
  - 貞祐（921年－924年）：大長和—鄭仁旻之年號
  - 同慶（912年－966年）：闐—尉遲烏僧波之年號
- 朝鮮
  - 正開（901年—936年）：後百濟—甄萱、甄神劍之年號
  - 政開（914年－918年）：後高句麗—弓裔之年號
  - 天授（918年－933年）：高麗——太祖王建之年號
- 日本
  - 延喜（901年－923年）：醍醐天皇之年号

## 参見
- 中國年號索引

## 深入閱讀
- 李崇智. . 北京: 中華書局. 2004年12月. ISBN 7101025129.
- 鄧洪波. . 臺北: 國立臺灣大學東亞經典與文化研究計劃. 2005年3月  [2021-11-26]. ISBN 9789860005189. （原始内容 (pdf)存档于2007-08-25）.

| 前一年號： 天祐 | 辽朝年号 | 下一年號： 天赞 |